# Вища рада спорту Африки
Ви́ща ра́да спо́рту А́фрики (фр. Conseil superieur du sport en Afrique (CSSA)) — головний координуючий і організаційний орган спортивного життя в Африці. Створений у 1966 році замість існувавшого раніше Постійного комітету африканського спорту.

## Основні цілі
- сприяння розвитку спорту в Африці;
- співпраця з національними і міжнародними спортивними організаціями;
- проведення Всеафриканських ігор;
- залучення африканських країн у створені географічні зони з метою полегшення проведення змагань субреґіонального характеру;
- сприяння діяльності континентальних спортивних конфедерацій з видів спорту;
- слідкування за дотриманням олімпійських ідеалів;
- ведення африканського спорту шляхом африканської єдності.